# 2020년 4대륙 스피드스케이팅 선수권 대회
2020년 4대륙 스피드 스케이팅 선수권 대회(2020 Four Contients Speed Skating Championships)는 2020년 1월 31일부터 2월 2일까지 미국 밀워키에서 열렸다. 
4대륙은 아메리카, 아시아, 아프리카, 오세아니아를 이룬다.
틀:4대륙 스피드 스케이팅 선수권 대회